# Чи не покинуть нам, небого

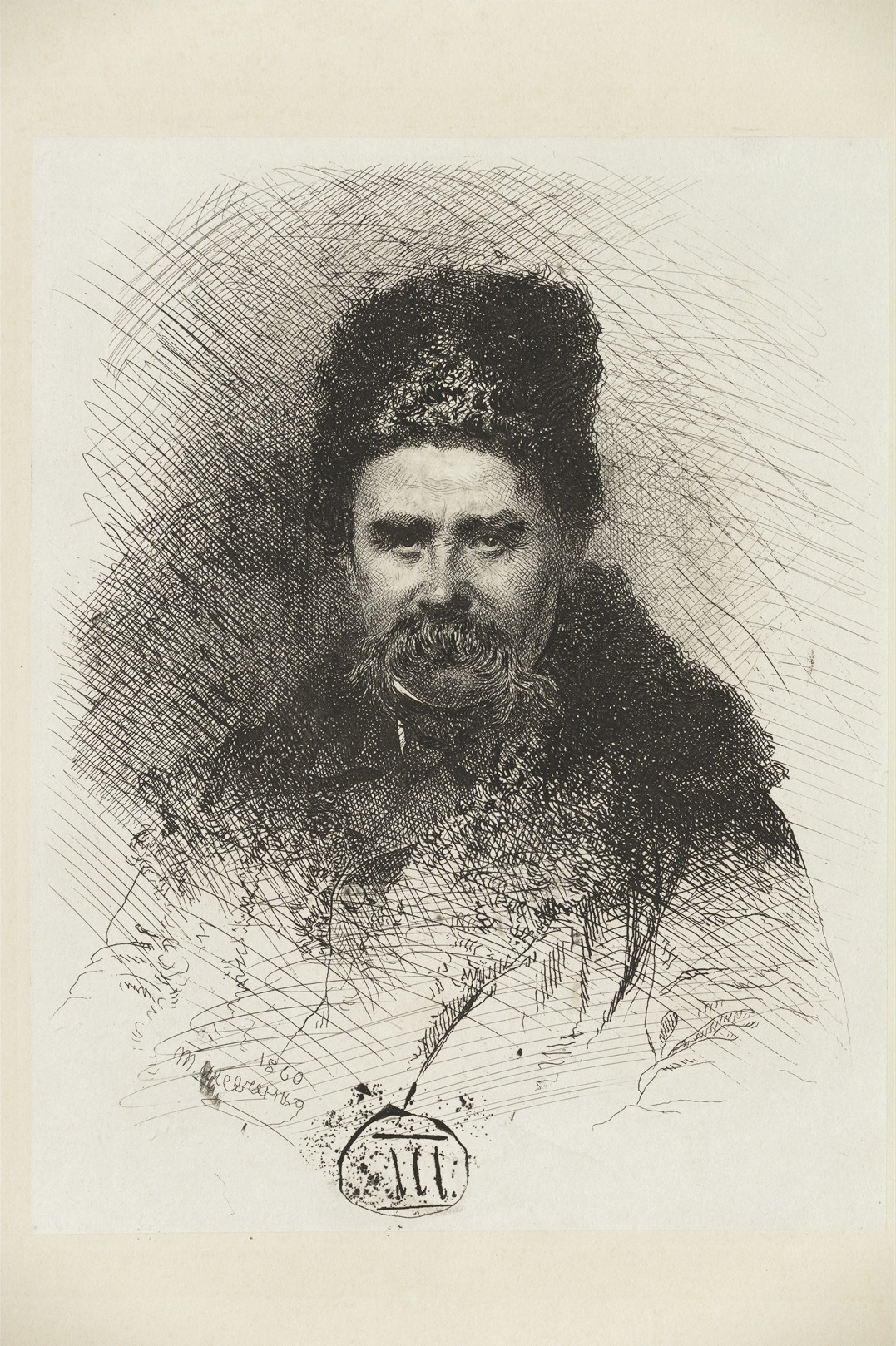
«Тарас Шевченко. Автопортрет» 1860 рік. На звороті пробного відбитка цього ж офорта Шевченко написав 15 лютого 1861 року. свій останній вірш: «Чи не покинуть нам, небого…»

«Чи не покинуть нам, небого» — останній вірш Тараса Шевченка, створений в С.-Петербурзі 15 лютого 1861 року, за 10 днів до смерті поета.

## Зміст
Поет писав вірш у передчутті близького й неминучого кінця. З рядків вірша постає не тільки великий поет, що покидав життя в розквіті свого генія, а й велика людина — мужня, мудра й чиста, яка спокійно зустрічала свій смертний час. Твір написано у формі звернення до музи, в образі якої Шевченко персоніфікував власну творчість, своє натхнення й покликання. Персоніфікований образ творчого натхнення з'являється в поета в роки заслання («Княжна», «Марина» та інші). Стилістично вірш — один із незвичайних випадків використання елементів бурлеску в високій ліриці трагедійного звучання (знижено іронічна «українізація» міфологічного антуражу — муза, Ескулап, Харон, Стікс). Мужня самоіронія автора в цей здавалось би невідповідний момент (поет наче жартує з наближення власної смерті) надає творові особливої ліричної сили й неповторної своєрідності.

## Автограф та датування
Зберігся чорновий автограф вірша на офорті автопортрета Шевченка 1860 року. Дати в автографі: під першою частиною вірша — «14 февраля», під другою — «15 февраля».
Вірш датується науковцями за автографом: 14 — 15 лютого 1861 року, та місцем написання — С.-Петербург.

## Написання та публікація
Вірш став останнім для Шевченка, він записав 14 і 15 лютого 1861 року на звороті й лицьовому боці пробного відбитка офорта автопортрета 1860 року. Наявність дати під першою частиною доводить, що Шевченко спочатку вважав її за закінчений твір. Після смерті Шевченка автопортрет з автографом був придбаний М. М. Лазаревським на аукціоні, що відбувався 14 травня 1861 року. Від спадкоємців М. М. Лазаревського автопортрет потрапив до В. Прокоф'єва, син якого 1910 року пропонував придбати його Об'єднаному комітетові по спорудженню пам'ятника Шевченкові в Києві. Після експертизи портрет тоді ж було повернуто власникові. За знятою з автографа копією В. М. Доманицький уточнив дату вірша і текст рядка 41 у виданні: «Шевченко Т. Кобзар» 1910 року (С.-Петербург, 1910 рік, стор. 579). Дальша доля автографа протягом довгого часу була невідома. Лише 1947 року він був випадково виявлений і в дуже пошкодженому стані переданий до Державного будинку-музею Т. Г. Шевченка в Києві. З огляду на те, що внаслідок пошкодження автографа багато рядків його нині не прочитуються, виправлення Шевченка в рядках 7 та 9 подаються в розділі «Інші редакції та варіанти » в квадратових дужках за виданням: «Шевченко Т. Повне зібрання творів: У 10 томах» (Київ, 1952 рік, том 2, стор. 502), упорядникам якого, очевидно, ще вдалося ці рядки прочитати.
Вперше вірш надруковано в журналі «Основа» 1861 року (№ 5, стор. З — 5), де подано за автографом — з відмінами в рядках 19: «І широкий та веселий», 41: «І Парку-прялку?.. ітогді», 57: «Безвічнюю-молодую». За першодруком зроблено списки: невідомою рукою в рукописній збірці «Сочинения Т. Г. Шевченка» 1862 року та в рукописній збірці «Кобзар» 1865 року, переписаній Д. Демченком.
До збірки творів вірш уперше введено у виданні: «Кобзарь Тараса Шевченка / Коштом Д. Е. Кожанчикова» 1867 року (С.-Петербург, стор. 663 — 665), де подано за першодруком — з пропуском слів у рядках 43 — 44: «Творили б скрізь понад землею».